# Добсон, Гордон Миллер Борн
Гордон Миллер Борн Добсон, FRS (25 февраля 1889 – 11 марта 1976) — британский физик и метеоролог, внесший огромный вклад в исследование озона.

## Образование
Получил образование в Sedbergh School и Caius College, Кембридж.

## Научные исследования и карьера
Он был назначен преподавателем на факультете метеорологии в Оксфорде. Изучая метеориты, он заметил, что температура в тропопаузе не была  постоянной, как это считалось ранее. Он предположил, что это происходит потому, что ультрафиолетовое излучение нагревает озон. Впоследствии слой атмосферы, содержащий большое количество озона, стали называть озоновым слоем.
Он отметил связь между пятнами на Солнце и погодой, и измерил уровень ультрафиолетового излучения Солнца.
Он сконструировал первый Добсоновский озонный спектрометр и изучал результаты измерений, сделанных этим прибором на протяжении многих лет. В его же честь была названа Единица Добсона.